# Lauter, Fårö
Lauter eller Lauters är en by på Fårö, på vägen mellan Lauterhorn och Fårö kyrka.
Inte långt från byn vid Lauters stainkalm, öster om vägen mellan Bondans och Lauters finns fornlämningar efter en förhistorisk gård och fornåkrar. Vid platsen för den milstolpe från 1792 som anger att det är 1 mil till Fårösund fanns tidigare ett gästgiveri. Vid mitten av 1600-talet började man bryta kalk ute på Lauterhorn, en verksamhet som tidigare var tämligen omfattande. Kalkbrukspatronen John Blessel lät 1783 uppföra en herrgård i byn, vars inventarier huvudsakligen ännu finns bevarade. Övriga gårdar i byn härstammar huvudsakligen från början av 1800-talet.
Väster om byn inne i Lauterviken ligger Lauters fiskeläge, och i anslutning till detta några äldre lotsboställen. Lauters fiskeläge var en betydande fiskehamn ända fram till 1950-talet.

## Namnet
Ortnamnet Lauter eller Lauters är av dunkelt ursprung. Tolkningen är oklar.

## Bilder

Bebyggelsen i augusti 2020
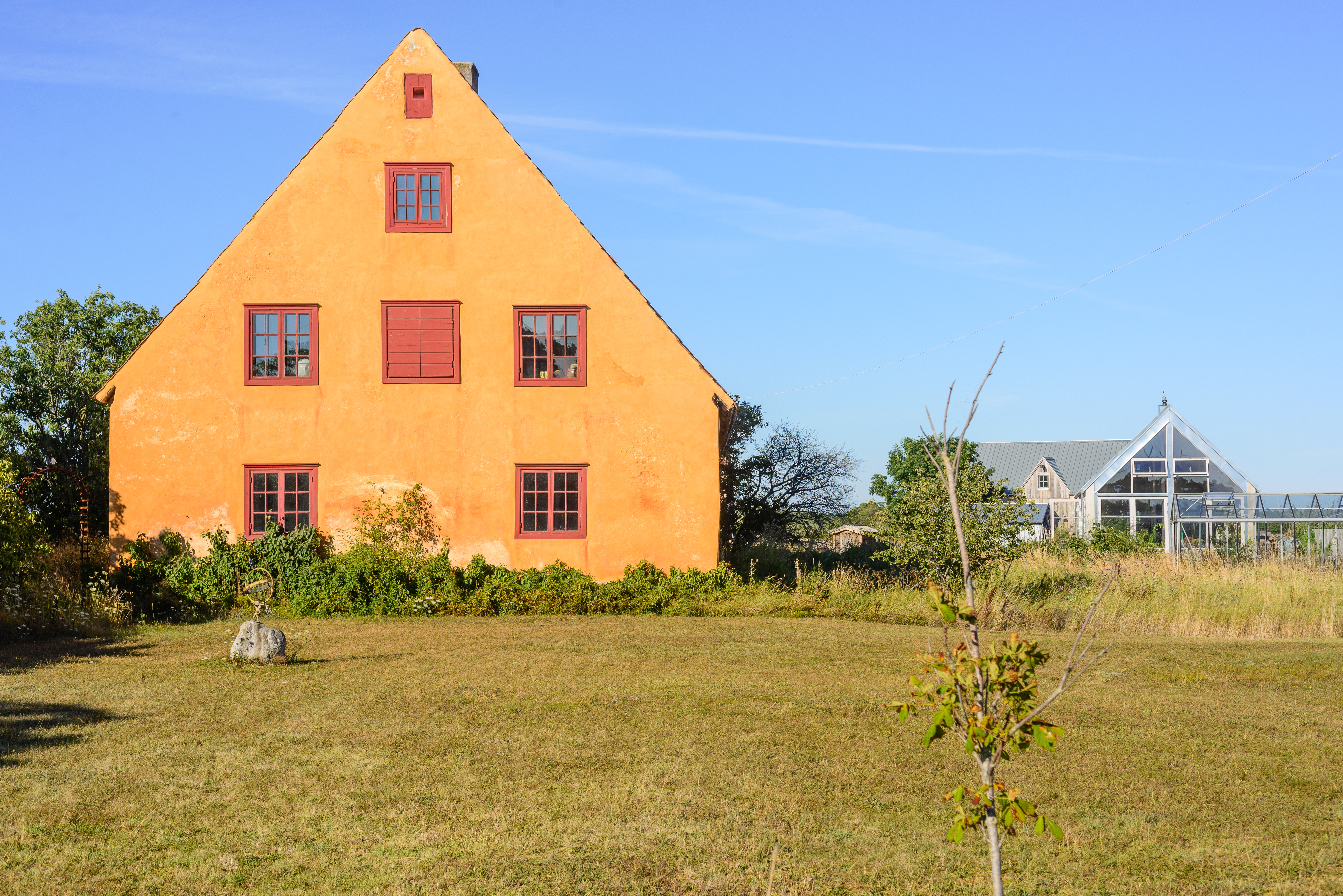
Blessellska gården.
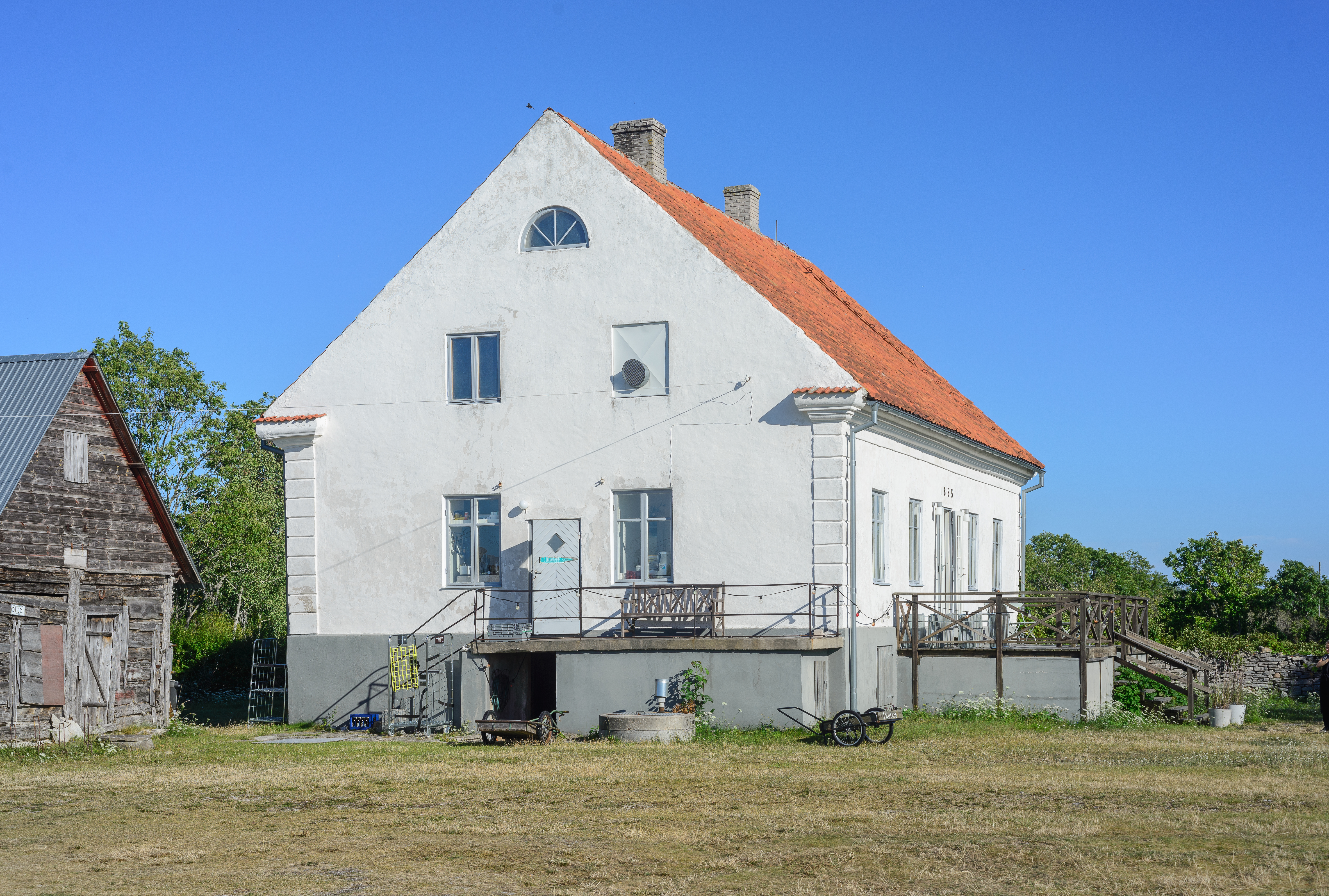
Restaurang.
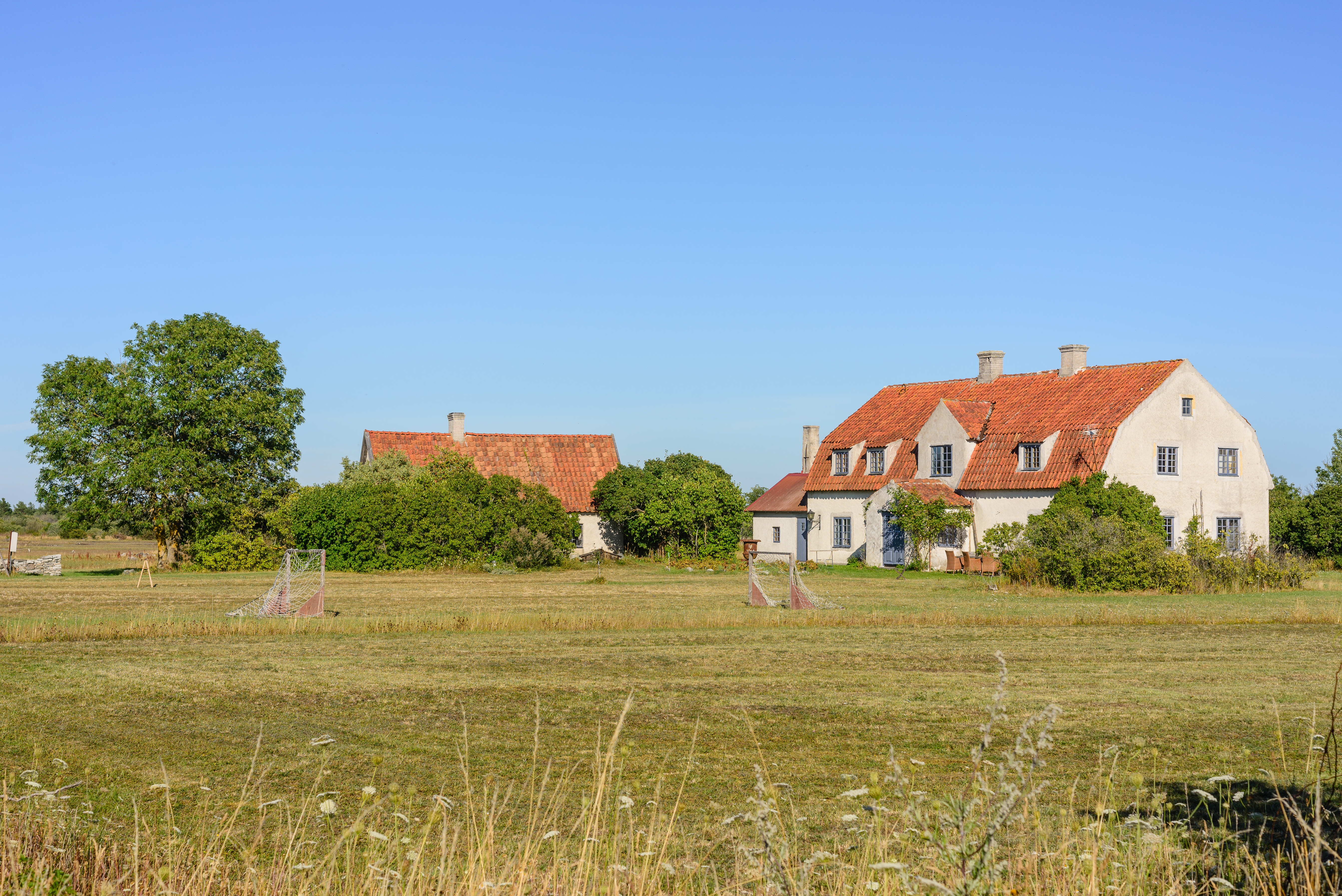
Gård.